# 商丘博物馆
商丘博物馆，中华人民共和国河南省商丘市的一座地方综合性博物馆，成立于1983年10月.。

## 历史
商丘博物馆历史可以追溯到1958年成立的商丘农业展览馆。
- 1983年10月, 商丘博物馆成立。[4]馆址位于商丘市凯旋中路，是座仿欧式亚型建筑展室，实用面积2700平方米。[3]
- 1984年10月，博物馆正式对外开放。
- 2004年，因城市规划改造，博物馆闭馆。馆舍被拆除。
- 2010年11月，博物馆新馆开工建设，2013年12月竣工。[5]总用地110余亩，建筑面积29672平方米。[6]
- 2016年5月18日，新馆试开馆。2016年6月6日，正式对外开放。[7]
- 2020年12月21日，商丘博物馆被评为国家二级博物馆。[8]

## 馆藏

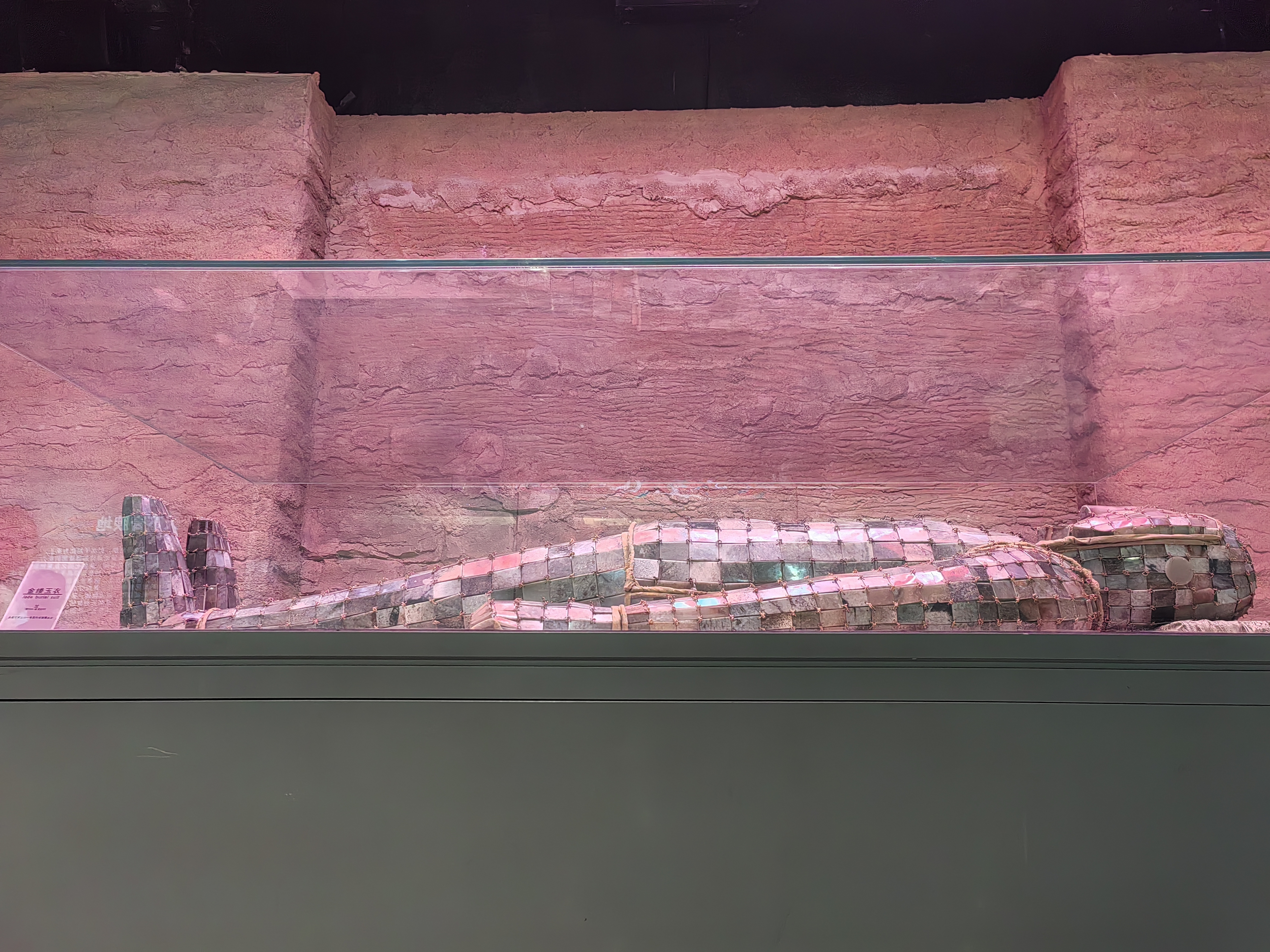
商丘博物馆所藏身分未知之西漢梁王的金縷玉衣，汉梁王墓群出土

博物馆现有馆藏文物19236件（套），多为本地区田野考古发掘出土或民间征集所得。其中，国家一级文物4件（套）、二级文物151件（套）、三级文物1093件（套）。